# Conway (Caroline du Sud)
Pour les articles homonymes, voir Conway.

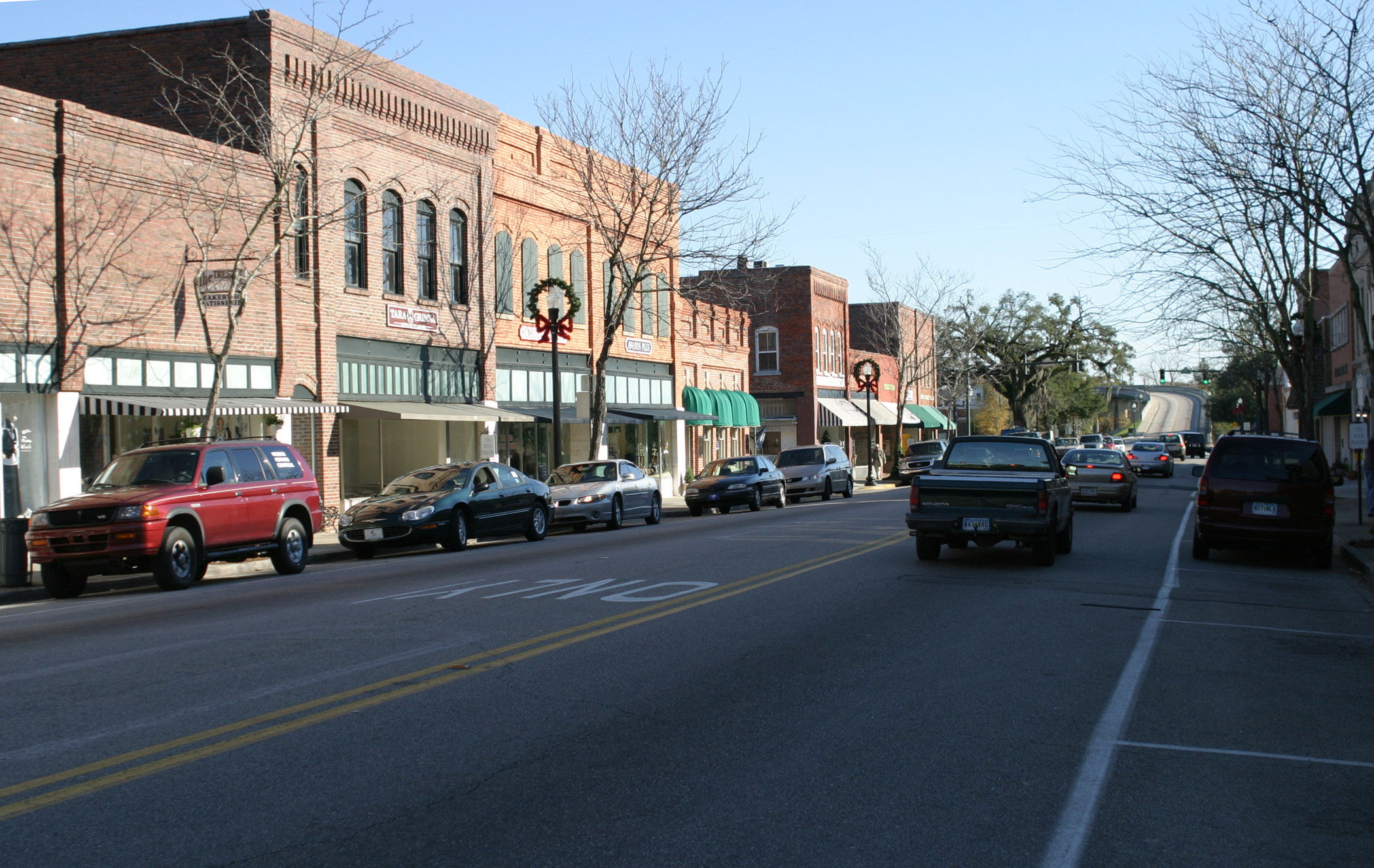

La ville de Conway est le siège du comté de Horry, situé en Caroline du Sud, aux États-Unis.
Elle fait partie de l'aire métropoolitaine de Myrtle Beach qui compte à peu près 100 000 habitants. Bien que moins connue que cette dernière, Conway est la plus grande ville de l'aire.

## Démographie
| 1860 | 1870 | 1880 | 1890 | 1900 | 1910  |
| ---- | ---- | ---- | ---- | ---- | ----- |
| 476  | 696  | 575  | 677  | 705  | 1 228 |

| 1920  | 1930  | 1940  | 1950  | 1960  | 1970  |
| ----- | ----- | ----- | ----- | ----- | ----- |
| 1 969 | 3 011 | 5 066 | 6 073 | 8 563 | 8 151 |

| 1980   | 1990  | 2000   | 2010   | - | - |
| ------ | ----- | ------ | ------ | - | - |
| 10 240 | 9 819 | 11 788 | 17 103 | - | - |

## Source
- (en) Cet article est partiellement ou en totalité issu de l’article de Wikipédia en anglais intitulé « Conway, South Carolina » (voir la liste des auteurs).